# Krzysztof Kłomnicki
Krzysztof Kłomnicki herbu Oksza (zm. w 1590 roku) – podsędek wieluński w latach 1571–1589.
Poseł na sejm 1572 roku z województwa sieradzkiego.
W 1575 roku podpisał elekcję Maksymiliana II Habsburga. W 1587 roku podpisał elekcję Maksymiliana III Habsburga.